# ティブニ
ティブニ（תבני）は「麦わら」という意味のヘブル語で旧約聖書中では男性の名前として用いられている。ギナテの子ティブニとも呼ばれる。
旧約聖書で登場するティブニはオムリと王位争奪戦を行った人物である。
南ユダ王国アサ王の27年に、北イスラエル王国では、戦車隊の半隊長であったジムリが謀反を起こし、ティルツァの王宮にいたイスラエル王のエラを殺害して、自らが即位し、バシャの一家を虐殺した。
ギベトンの陣営でペリシテ人に対峙していた時に、イスラエル人はジムリの謀反の知らせを聞いた。それに、反発したイスラエルの民は、北イスラエル王国のオムリ将軍をイスラエルの王にした。オムリは全イスラエルを率いてティルツァの王宮にいたジムリを包囲した。ジムリは王宮の高殿に入って、王宮に火を放って自害した。オムリに攻撃されて自害するまでの、7日間だけジムリは王位にあった。
オムリが即位したのち、オムリの即位を認めず、ゲテナの子ティブニを王に推す派が起こった。これより、4年間にわたりオムリを支持する派とティブニを支持する派の間に激しい王位争奪戦が繰り広げられ、北イスラエル王国は、オムリ派とティブニ派に分裂し、オムリはティルツァでのみ王であり、支配権は限られていた。
4年間の争いの後にティブニは死去する。オムリ派が優勢だったので、ティブニの死後オムリが南ユダ王アサの第31年に正式に、北イスラエル王国の王に即位した。4年間北イスラエル王国の正式な王位は空位だった。